# Egres (Fülek)
Egres Fülek egyik városrésze. 

## Története
A városrész maga a 20. században települt be, a város szocialista átépítése nem érintette. A városrészt főleg a helyi Tsz és munkásszálló alkotja.

## Megközelítése
Egyaránt Fülek és Fülekkovácsi felől a 71-es úton.